# Vadu Crișului
Vadu Crișului (węg. Rév) – wieś w Rumunii, w okręgu Bihor, w gminie Vadu Crișului. W 2011 roku liczyła 2932 mieszkańców.